# Exocentrus semiglaber
Exocentrus semiglaber là một loài bọ cánh cứng trong họ Cerambycidae.